# یوشینو، نارا
یوشینو، نارا (به لاتین: Yoshino, Nara) یک منطقهٔ مسکونی در ژاپن است که در استان نارا واقع شده‌است. یوشینو  ۹٬۳۹۷ نفر جمعیت دارد.